# Šagovina Mašićka
Šagovina Mašićka es una aldea de Croacia en el ejido del municipio de Okučani, condado de Brod-Posavina.

## Geografía
Šagovina Mašićka se encuentra en el municipio de Okučani, en el condado de Brod-Posavina, en las alturas Psunj, a una altitud de 229 metros sobre el nivel del mar. 
Está a 143 km de la capital croata, Zagreb.

## Demografía
En el censo 2021 el total de población de la localidad de Šagovina Mašićka fue de 5 habitantes.
| Gráfico de población de Šagovina Mašićka 1948-2021                  |
|                                                                     |
| Según los censos de población de la oficina estadística de Croacia. |

## Šagovina Mašićka durante la Guerra de Croacia
Como parte de la Operación Orkan-91, la 121.a Brigada HV (Nova Gradiška) y los miembros del Grupo Especial Svileni (formalmente parte de la 99 Brigada HV) atacaron y ocuparon el 19 de diciembre de 1991 la aldea de Šagovina Mašićka. La aldea era defendida por las Defensas Territoriales serbias (TO Okučani) y miembros del grupo paramilitar Beli orlovi (Águilas Blancas). Cerca de 100 soldados yugoslavos y serbios estaban en la aldea.
Cabe señalar que el inicio de la acción no tuvo mucho éxito. Empleando morteros, una sección de la Compañía Independiente de la Brigada 121 neutralizó las ametralladoras y logró llegar a las primeras casas de la aldea. Sin embargo, los defensores contraatacan con tanques desde la dirección de Trnava. Además, a la entrada de la aldea, estaba el grupo Beli orlovi de Šešelj. Dos soldados croatas fueron muertos en ese momento y 13 resultaron heridos y el ataque fue suspendido momentáneamente para la evacuación de los muertos y heridos.
En el segundo intento, después de sobrepasar las trincheras en el lado norte de la aldea, los soldados del 2.º y 3er Batallón penetraron la aldea.
Nueve miembros de la Brigada 121 y cuatro del Grupo Svileni murieron en la acción. Ninguna de las ofensivas emprendidas por la 121 Brigada antes, o incluso después, tuvo tantas bajas. Los serbios también sufrieron grandes pérdidas en el ataque de Šagovina Mašićka.Según fuentes serbias, los croatas liquidaron al menos a 55 personas, entre ellas 31 civiles y miembros de la Defensa Territorial de esa aldea, mientras varias decenas de ellos fueron torturados durante varios meses en casamatas croatas. No hay condenas judiciales al respecto por lo que no se puede garantizar la credibilidad.